# Палак панір
Палак панір — популярна вегетаріанська страва, що походить з Індійського субконтиненту.

## Назва
Палак означає «шпинат», панір — це сир.
Палак панір називають зелений панір в деяких ресторанах США та Канади. Ця страва може містити гірчичну зелень або інші зелені листові овочі або зелені овочі.

## Приготування
Складається з паніру (виду сиру) в густій зеленій пасті, виготовленій з пюре з шпинату і приправленого імбиром, часником, помідорами, гарам-масалою, куркумою, порошком чилі та кмином. Його можна подати і як суп, і він популярний взимку.

## Подача
Палак панір подається гарячим разом з індійським хлібом роті, наан, паротою або вареним рисом. Його також традиційно подають з цибулею, що кладеться збоку.

## Галерея

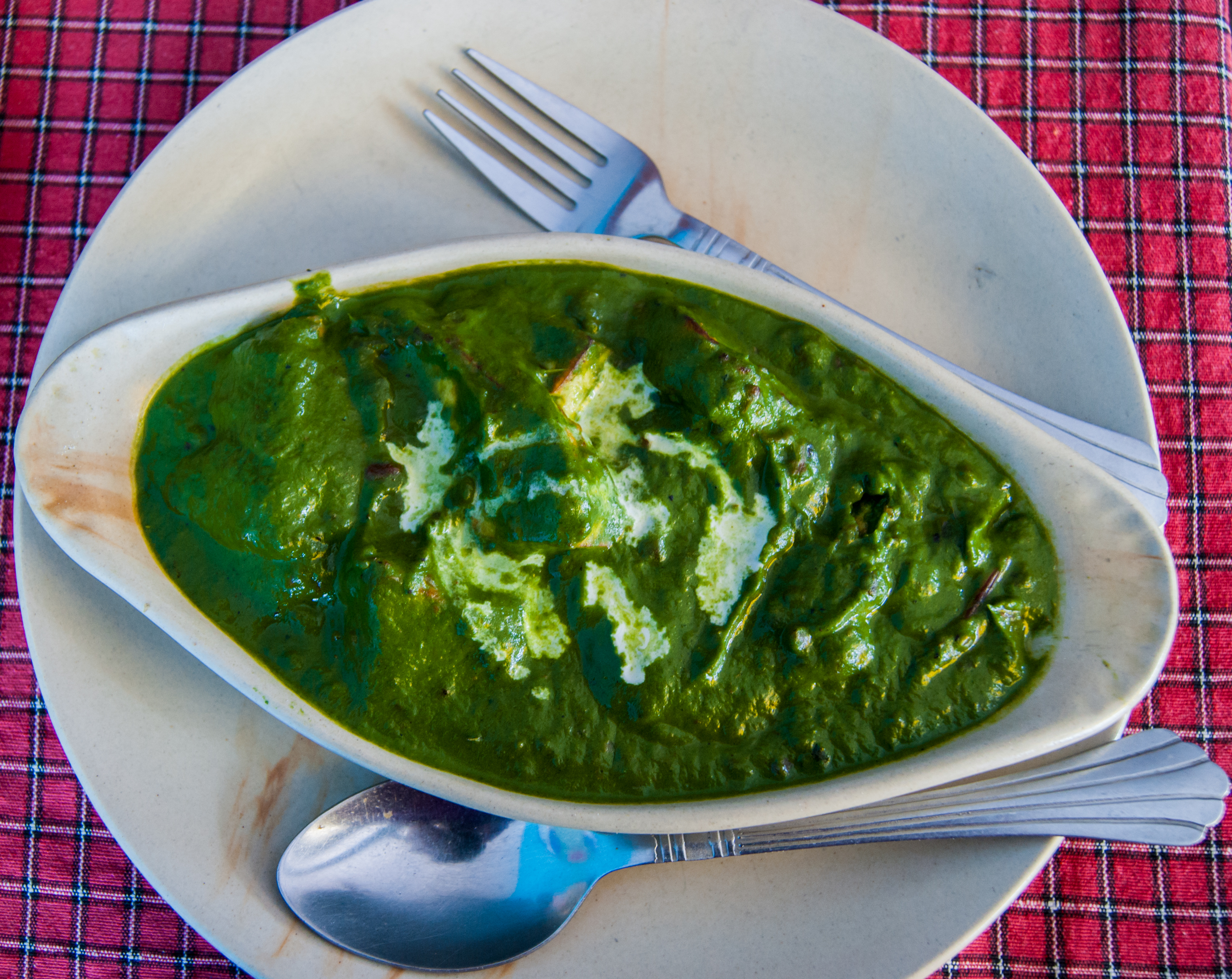
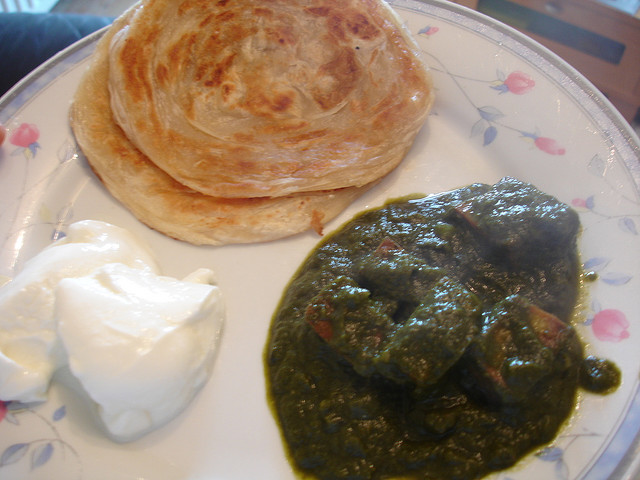
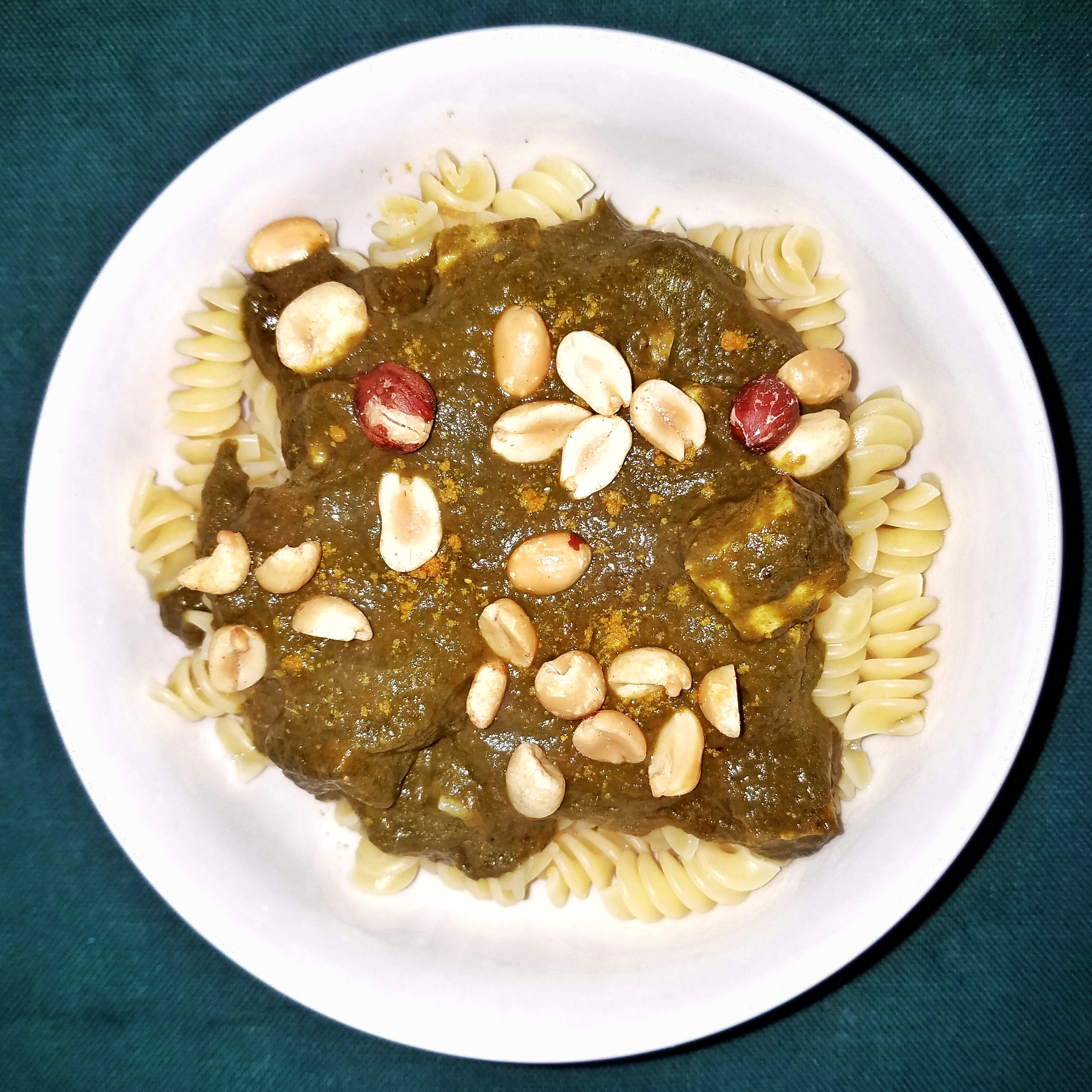
Палак панір із горішками на пасті ротіні в Массачусетсі, 2021 рік
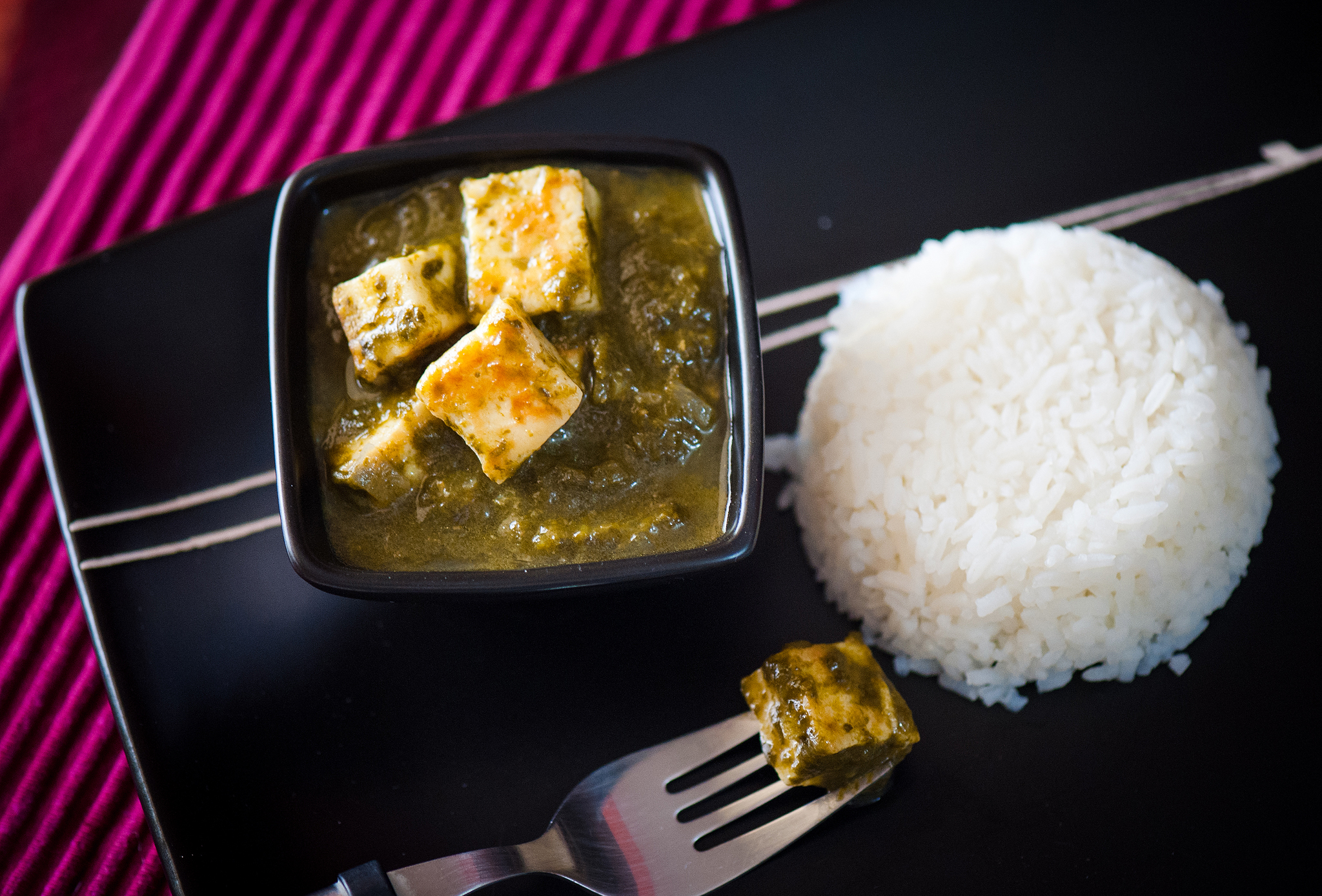
Палак панір, як соус до рису
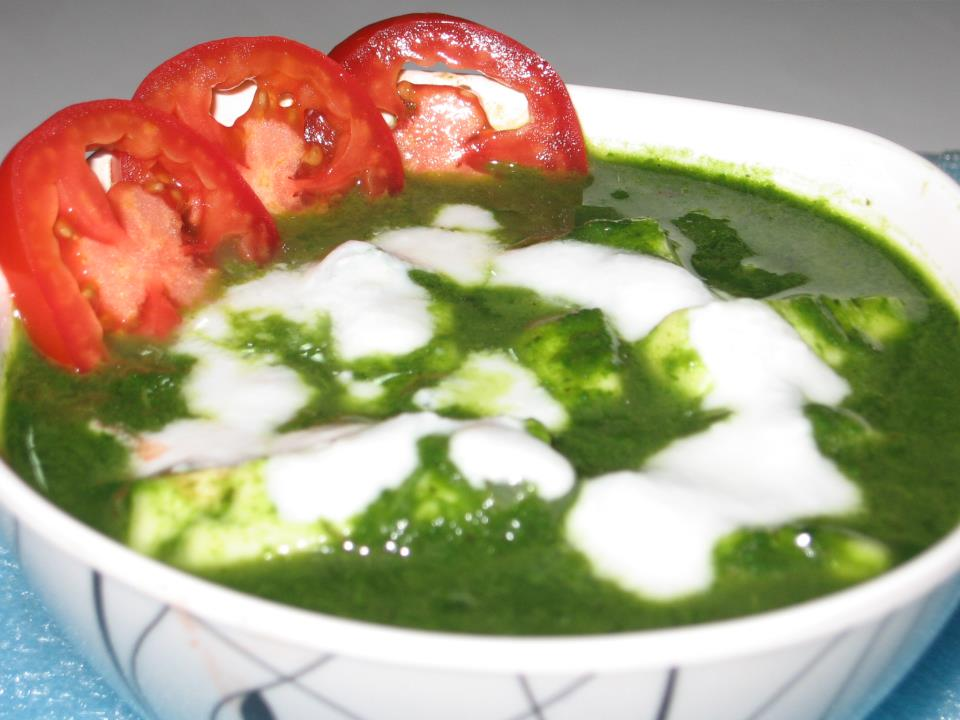